# フーディア
フーディア（Hoodia）とは、キョウチクトウ科（旧分類ではガガイモ科）に属する多肉植物である。サボテンに似ているが、サボテンの種類ではない。1メートル程度に成長し、鮮やかな色と強い匂いを持った大きな花をつける。
多くのフーディアの種類はナミビアからアンゴラ南部にかけて分布するナミブ砂漠の特に平原と、岩場に分布する。「ブッシュマンの帽子」や、「ナミブ砂漠の女王」と称されることもある。
いくつかの種類は園芸植物として栽培されており、その中の1つフーディア・ゴルドニー(H. gordonii)はサン人が狩の際、食欲抑制に用いた歴史があり、ダイエット効果のあるとされる健康食品の原料となっている。これを元にした健康食品の1つに"Anatrim"と呼ばれる物がある。なお、この植物については2007年に未知のステロイド配糖体がラットの食欲を抑えることが発表された。

## 種
- Hoodia alstonii
- Hoodia currorii
- Hoodia dregei
- Hoodia flava
- Hoodia gordonii
- Hoodia juttae
- Hoodia mossamedensis
- Hoodia officinalis
- Hoodia parviflora
- Hoodia pedicellata
- Hoodia pilifera
- Hoodia ruschii
- Hoodia triebneri